# 麥子小姐
《麥子小姐》（日语：麦子さんと）是一部2013年日本劇情片，由吉田惠輔執導，並與仁志原了共同撰寫劇本，堀北真希主演。

## 演員
- 堀北真希 飾 小岩麥子和年輕的彩子
- 松田龍平 飾 小岩憲男
- 余貴美子 飾 赤池彩子
- 温水洋一 飾 井本
- 麻生祐未 飾 古里
- Guadalcanal Taka 飾 麻生春男
- 布施繪里 飾 麻生夏枝
- 岡山天音 飾 麻生千藏
- 田代沙耶香 飾 山田

## 製作人員
- 導演：吉田恵輔
- 編劇：吉田恵輔、仁志原了
- 製片：木村俊樹
- 攝影：志田貴之
- 美術：吉村昌悟
- 編輯：太田義則
- 音響效果：佐藤祥子
- 音樂：遠藤浩二
- 發行商：Phantom Film

## 外部連結
- 官方网站（日語）
- 麥子小姐的X（前Twitter）（日語）
- 互联网电影数据库（IMDb）上《麥子小姐》的资料（英文）